# Baleia-piloto
O termo baleia-piloto é a designação comum aos mamíferos cetáceos do gênero Globicephala, que ocorrem nos oceanos de todo o mundo. Tais mamíferos chegam a medir até 8,5 metros de comprimento, de coloração negra, cabeça em forma de globo sem bico definido e dentes presentes. Também são chamados de globicéfalo, caldeirão e golfinho-piloto. 

## Espécies
Este gênero da família Delphinidae inclui duas espécies:
- Baleia-piloto-de-peitorais-longas (Globicephala melas)
- Baleia-piloto-de-peitorais-curtas (Globicephala macrorhynchus)

## Distribuição
Ambas espécies podem ser encontradas em amplas áreas, mas que majoritariamente não se soprepõem, com Globicephala melas tendo uma distribuição antitropical e sendo encontradas nas águas temperadas frias do Atlântico Norte e do Hemisfério Sul, enquanto Globicephala macrorhynchus tem uma distribuição global e podem ser encontradas principalmente nos trópicos e subtrópicos, ou seja, preferindo águas mais quentes.